# Вонг, Пенни
Пенелопа Ин-Янь Вонг (англ. Penelope Ying-Yen Wong), более известна как Пенни Вонг (англ. Penny Wong); род. 5 ноября 1968, Кота-Кинабалу) — австралийский политик, министр правительств Кевина Радда и Джулии Гиллард (2007—2013), член Лейбористской партии. Министр иностранных дел (с 2022).

## Биография
Дочь малайзийца китайского происхождения Фрэнсиса Вонга и австралийки Джейн Чапман, которые познакомились, когда Фрэнсис изучал в Аделаидском университете архитектуру по учебной программе Плана Коломбо, а затем уехали на его родину.
Пенелопа Ин-Янь Вонг родилась 5 ноября 1968 года в Кота-Кинабалу, окончила Аделаидский университет, где возглавила в 18-летнем возрасте лейбористский клуб. В студенческие годы стала активистской профсоюза строителей, шахтёров, рабочих лесной промышленности и энергетики, окончила университет с отличием, получив юридическое образование. Стала соратницей левого сенатора Ника Болкаса, в 2002 году сама была избрана в Сенат. В декабре 2007 года назначена министром проблем изменения климата в первом правительстве Кевина Радда, получив в своё ведение вопросы достижения международного консенсуса в отношении климатических процессов и задачу обеспечения внутринационального согласия в решении проблемы распределения водных ресурсов Австралии. В 2010 году сохранила прежнюю должность в первом правительстве Джулии Гиллард.
В сентябре 2010 года при формировании второго правительства Гиллард назначена на ключевой пост министра финансов.
26 июня 2013 года Кевин Радд победил Джулию Гиллард на выборах лидера партии, и в тот же день Пенни Вонг была единогласно избрана лидером правительства в Сенате.
27 июня 2013 года Радд сформировал своё правительство, в котором Вонг осталась министром финансов.
7 сентября 2013 года лейбористы проиграли парламентские выборы, вследствие чего к 18 сентября было сформировано коалиционное правительство под председательством либерала Эбботта, а полномочия второго правительства Радда были прекращены.
13 октября 2013 года Вонг стала лидером оппозиции в Сенате, а 11 женщин получили портфели в теневом правительстве, вследствие чего австралийские лейбористы добились наибольшего женского представительства на важнейших парламентских должностях.
23 июля 2016 года стала официальным представителем партии для освещения вопросов внешней политики.
21 мая 2022 года лейбористы одержали победу с минимальным преимуществом на парламентских выборах. 23 мая 2022 года Энтони Албаниз вступил в должность премьер-министра. Уже через несколько часов он отправился на саммит лидеров стран Четырёхстороннего диалога по безопасности (QUAD), успев привести к присяге только временный состав Кабинета в количестве пяти министров, в том числе министра иностранных дел Пенни Вонг, отбывавшую вместе с ним в Токио. В силу этого назначения считается одной из самых влиятельных женщин, выходцев из Азии и представителей сообщества ЛГБТ в стране.